# Impressora
Exemplo de impressora: Canon S520 ink jet
Impressora ou dispositivo de impressão é um periférico que, quando conectado a um computador ou a uma rede de computadores, tem a função de dispositivo de saída, imprimindo textos, gráficos ou qualquer outro resultado de uma aplicação. Herdando a tecnologia das máquinas-de-escrever, as impressoras sofreram drásticas mutações ao longo dos tempos. Também com o evoluir da computação gráfica, as impressoras foram-se especializando a cada uma das vertentes. Assim, encontram-se impressoras optimizadas para desenho vectorial e para raster, e outras optimizadas para texto. A tecnologia de impressão foi incluída em vários sistemas de comunicação, como o fax.

## Características
As impressoras são tipicamente classificadas quanto à escala cromática (em cores ou em preto-e-branco), páginas por minuto (medida de velocidade) e tipo.

### Bidirect print
Bidirect print consiste na impressão bidirecional. Quando o cabeçote da impressora vai para a direita ele imprime e quando retorna para esquerda também é feita a impressão. Este expediente tecnológico torna as impressoras mais rápidas.

## Tipos de impressora

### Impressora de impacto

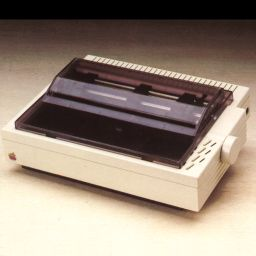
Exemplo de uma impressora matricial: Apple Scribe

As impressoras de impacto baseiam-se no princípio da decalcação, i.e., ao colidir uma agulha ou roda de caracteres contra um fita de tinta dá-se a produção da impressão. As impressoras margarida e impressoras matriciais são exemplos de impressoras de impacto.

### Impressora de jato de tinta
Essas impressoras imprimem através de um cartucho de tinta que vai de 3 à 30 ml.
Algumas têm uma ótima qualidade de impressão quase se igualando às de Laser.
São as impressoras mais utilizadas.

### Impressora a laser
As impressoras a laser são muito fáceis de usar e o topo de gama na área da impressão e seus preços variam enormemente, dependendo do modelo. São o método de impressão preferencial em tipografia e funcionam de modo semelhante ao das fotocopiadoras.
O processo de impressão começa antes mesmo de o papel ser puxado para dentro da impressora. Antes de fazer qualquer coisa, a impressora carrega a imagem em sua memória e processa as partes que necessitam de cor e as que serão deixadas em branco. Internamente, a impressora carrega (através de um dispositivo chamado de “fio de corona”) um cilindro fotorreceptor com carga (energia eletrostática) positiva. Detalhe: algumas impressoras trabalham com carga negativa no cilindro.
Logo em seguida o laser da impressora começa a atuar — isso sem sequer ter puxado o papel. O laser irá descarregar certas partes do cilindro, para que a figura, ou texto, que será impresso fique desenhado no cilindro. Até o momento não temos nada de tinta, apenas uma imagem eletrostática.
Agora o toner começa a atuar, jogando uma pequena película de pó sobre o cilindro. Este pó está positivamente carregado, por isso ele será aderido nas partes em que o laser retirou energia eletrostática, mas não irá grudar nas partes carregadas positivamente (a velha lei da elétrica que diz que cargas opostas se atraem). Aqui já temos uma imagem com tinta, porém esta tinta ainda não está no papel, o qual ainda nem saiu da bandeja.
Neste momento a impressora puxa o papel, que irá passar por baixo do cilindro. Contudo, antes disso, o papel passa por um dispositivo que o carrega negativamente (este procedimento é necessário para que a tinta seja atraída para o papel). Aí o cilindro começa a rolar sobre o papel e passar o pó (tinta do toner) para o papel. Vale frisar que a esteira (onde o papel está passando) e o cilindro possuem a mesma velocidade, fator que permite que a imagem seja impressa com perfeição.
Enquanto o papel está recebendo tinta, o cilindro está sendo descarregado (a energia é retirada em fração de segundo), para que ele não atraia o papem que o "pozinho" do toner será fixado no papel. A função do dispositivo, que funciona com alta temperatura, é passar sobre o papel fazendo com que a tinta que antes estava bem clara seja “queimada”, de modo que haja uma “fusão” (daí o nome fusor) entre as partículas de tinta e do papel. Obviamente, o fusor também aquece o papel, que porém não queima, pois a velocidade com que tudo acontece é muito rápida — aqui está o motivo pelo qual o papel sai bem quente da impressora.
Finalmente, o usuário recebe o documento na bandeja de saída. Enquanto isso, uma lâmpada de descarga está passando sobre o cilindro, o qual será totalmente descarregado. Após isso o dispositivo que carrega o cilindro joga carga positiva sobre ele, para que uma nova imagem possa ser processada e impressa.

### Impressora térmica
Embora sejam mais rápidas, mais econômicas e mais silenciosas do que outros modelos de impressoras, as impressoras térmicas praticamente só são utilizadas hoje em dia em aparelhos de fax e máquinas que imprimem cupons fiscais e extratos bancários. O grande problema com este método de impressão é que o papel térmico utilizado desbota com o tempo, obrigando o utilizador a fazer uma fotocópia do mesmo.
No início do século XXI, modelos mais avançados, as impressoras de transferência térmica, difundiram-se ao permitir impressão em cores. Seu custo, todavia, ainda é muito superior ao das impressoras de jato de tinta.

### Impressora Solvente
Estas impressoras são indicadas para profissionais de comunicação visual e artes gráficas como: Bureaux, empresas gráficas, grandes varejistas, entre outras. Como utiliza tinta a base de solvente é ideal para fazer impressões de banners, imagens de grandes formatos para pontos de venda, faixas, adesivos em vinil, material para adesivação automotiva, outdoors, ampliações, entre outros.

### Plotter
As plotters são especializadas em desenho vectorial e muito comuns em estúdios de arquitectura e CAD/CAM.

#### Impressoras tanque de tinta
As impressoras tanque de tinta (conhecidas como Ink Tank) são uma evolução das impressoras jato de tinta, com reservatórios de tinta recarregáveis ao invés de cartuchos. Um exemplo popular é a linha Epson EcoTank, que inclui modelos como a Epson L3250. Estas impressoras oferecem baixo custo por página e são muito utilizadas em ambientes domésticos e pequenos escritórios.

### Outros tipos de impressora

#### Impressoras de cera térmica

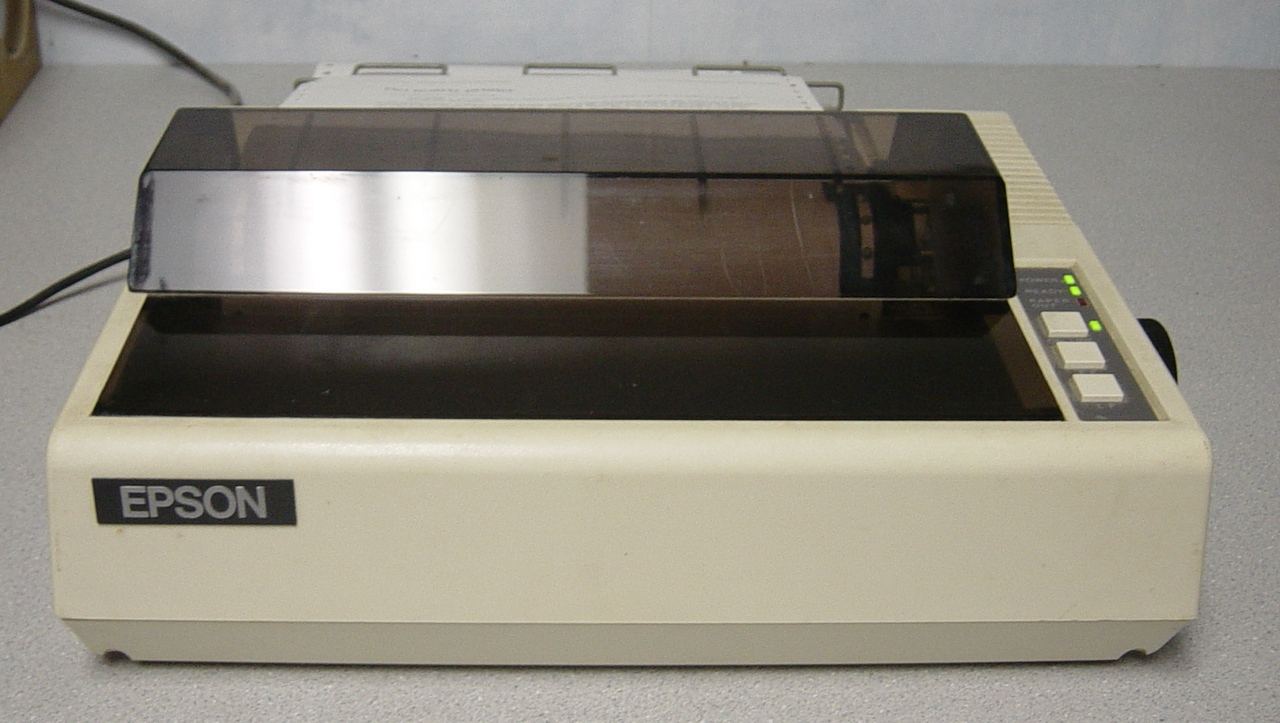
Uma Epson MX-80

Estas impressoras são mais usadas para transparências em apresentações empresariais e para prova de cor (criação de documentos e imagens teste para uma inspeção de qualidade antes do envio dos documentos mestre para serem impressos em impressoras industriais offset de quatro cores). As impressoras de cera térmica utilizam tambores CMYK direcionados por uma fita, e papel ou transparência especialmente cobertos. A cabeça de impressão contém elementos quentes que derretem cada cor de cera no papel conforme ele rola pela impressora.

#### Impressoras dye-sublimation
Usadas em empresas como agências de serviço — onde a qualidade profissional dos documentos, panfletos e apresentações é mais importante que o custo dos consumíveis — as impressoras dye-sublimation (ou dye-sub) são os cavalos de batalha da impressão CMYK de qualidade. Os conceitos por trás das impressoras dye-sublimation são similares aos das impressoras de cera térmica, exceto pelo uso de filme dye plástico difusivo ao invés de cera colorida. A cabeça de impressão aquece o filme colorido e vaporiza a imagem em papel especialmente coberto.
A dye-sub é bastante conhecida no mundo do design e publicações, assim como no campo da pesquisa científica, onde é necessário ter precisão e detalhes. Tais detalhes e qualidade de impressão têm um preço, já que as impressoras dye-sub também são conhecidas por seus altos custos de impressão.
Estas impressoras também são usadas para impressão cartões de PVC, ou de Polyester.

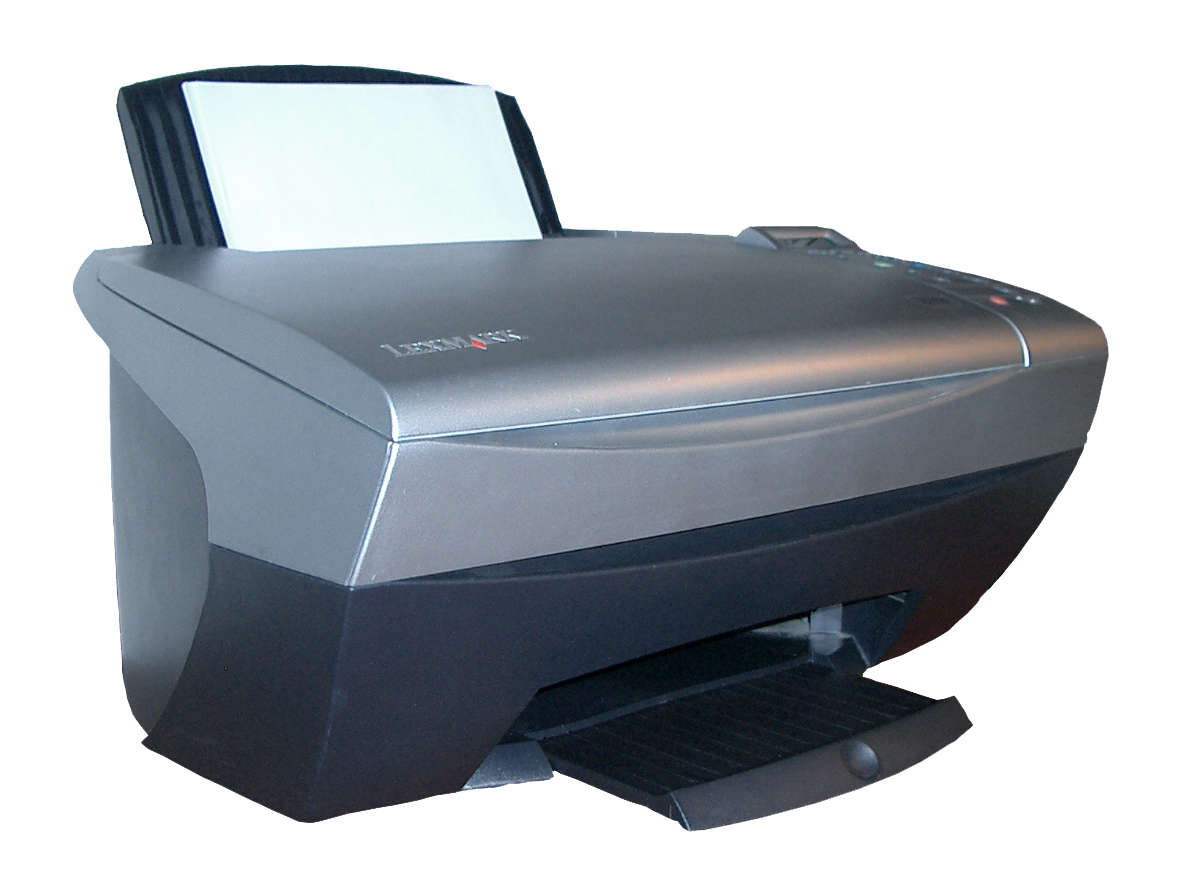
Uma Lexmark printer

Elas são largamente utilizadas na area de seguraça e credenciamento, para impressão de crachás de identificação. E inclusive em alguns paises elas são utilizadas para confecção de carteiras de motoristas.

#### Impressoras de tinta sólida
Usadas principalmente nos setores de embalagens e design industrial, as impressoras de tinta sólida são famosas por imprimir numa variedade de tipos de papel. As impressoras de tinta sólida, como o nome indica, usam espetos de tinta endurecidos, que são derretidos e espirrados através de pequenos bocais na cabeça de impressão. O papel é então enviado através de um rolamento fusor, que por sua vez força a tinta sobre o papel.
A impressora de tinta sólida é ideal para provas e protótipos de novos designs de embalagens de produtos. Sendo assim, a maioria das empresas de serviços não tem necessidade deste tipo de impressora.

### Impressora de cartão PVC
As impressoras de cartões de identificação são ideais para empresas que necessitem imprimir cartões de identificação para segurança, cartões de fidelidade, cartões de membros de faculdades, escolas, clubes e associações, entre outros.
Apresentam-se como uma ótima solução para bureaus de prestação de serviços, mercados educacionais (escolas, universidades), entidades recreativas (parques, clubes), supermercados, grandes magazines, hospitais, órgãos governamentais, programas de fidelidade, convênios, e empresas de todos os portes.